# فرودگاه کایو کوکو
فرودگاه کایو کوکو (به انگلیسی: Cayo Coco Airport) یک فرودگاه است که یک باند فرود آسفالت دارد. این فرودگاه در کشور کوبا قرار دارد .